# Wawa (Ontario)
Wawa es un municipio canadiense situado en la provincia de Ontario.

## Superficie
Wawa tiene una superficie de 411,89 km².

## Demografía
En 2021, tenía 2705 habitantes, una densidad poblacional de 6,6 hab./km², y 1377 viviendas.